# 皇甫議
皇甫議，隋朝官員，隋煬帝時曾任尚書右丞。
隋大業元年三月辛亥，隋煬帝楊廣命尚書右丞皇甫議發河南淮北諸郡民前後百餘萬，開通濟渠。